# Dreams Come True
Dreams Come True ist ein Studioalbum, das die Pianistin und Sängerin Marcia Ball gemeinsam mit den beiden Vokalistinnen Angela Strehli und Lou Ann Barton 1990 für Antoe’s Records aufnahm. Produziert wurde das Album von Dr. John, zu den Gastmusikern zählte u. a. Jimmie Vaughan.

## Titelliste
1. A Fool in Love Ike Turner 03:16
2. Good Rockin’ Daddy Richard Berry / Joe Josea 02:20
3. It Hurts to Be in Love Howard Greenfield / Helen Miller 03:19
4. Love, Sweet Love Marcia Ball 05:04
5. Gonna Make It Lavelle White 04:01
6. You Can If You Think You Can Harold Battiste, Jr. 02:40
7. I Idolize You Ike Turner 03:37
8. Dreams Come True Marcia Ball 02:40
9. Bad Thing Sarah Brown 03:05
10. Turn the Lock on Love Sarah Brown 03:18
11. Something’s Got a Hold on Me Etta James / Leroy Kirkland / Pearl Woods 03:45
12. Snake Dance Marcia Ball 03:09[1]

## Rezensionen
- AllMusic: „Dreams Come True may follow formula, but it’s followed with style and affection, which makes it a very enjoyable listen.“ („Dreams Come True mag einer Formel folgen, aber sie wird mit Stil und Zuneigung verfolgt, was es zu einem sehr angenehmen Hörerlebnis macht.“)[2]